# Пчелин (Софийска област)
Вижте пояснителната страница за други населени места с името Пчелин.
 За другото българско село с това име вижте Пчелин (Област Бургас).
Пчелин е село в Западна България. То се намира в Община Костенец, Софийска област. Старото име на селото е Кованлък.

## География
Село Пчелин се намира в планински район.

## Културни и природни забележителности
В курортния комплекс Пчелински бани се намира един от 10-те най-топли минерални извора с температура на водата 73 градуса по Целзий. Водата е хипертермална радонова, а микроклиматът е уникален. Балнеохотел „Виталис“ разполага с модерен спа център и хипертермални басейни. Намиращата се в района обществена баня не работи.
Иконостасът на храма „Свети Георги“, 1932 г., е дело на дебърски майстори от рода Филипови.
- Кметство Пчелин
- Църквата „Св. Великомъченик Георги“ в Пчелин
- Читалище „Просвета“ в Пчелин
- Бившето начално училище „Отец Паисий“